# Glaçó
|  | Per a altres significats, vegeu «Panna de glaç». |

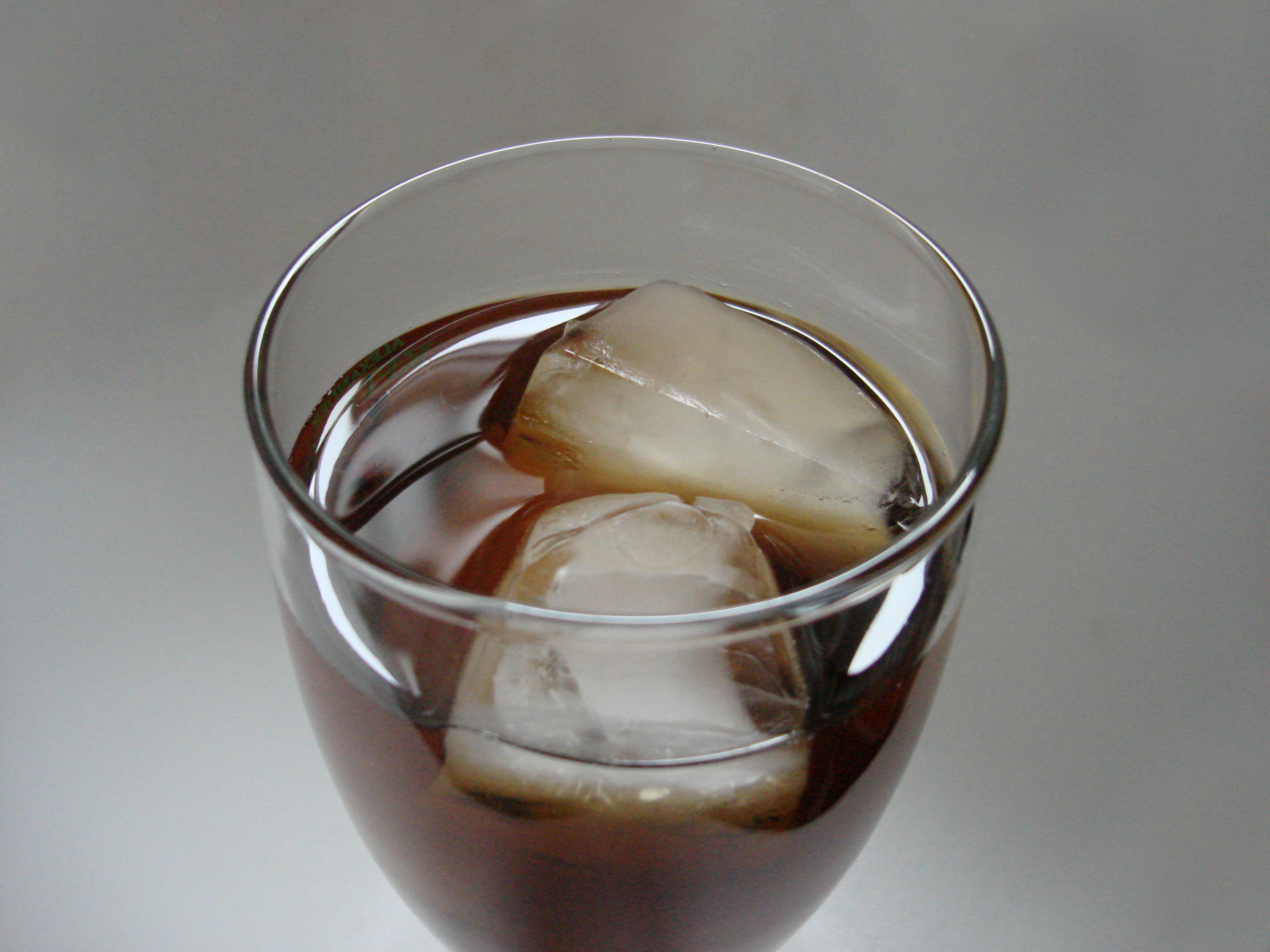
glaçons en un vas de te glaçat

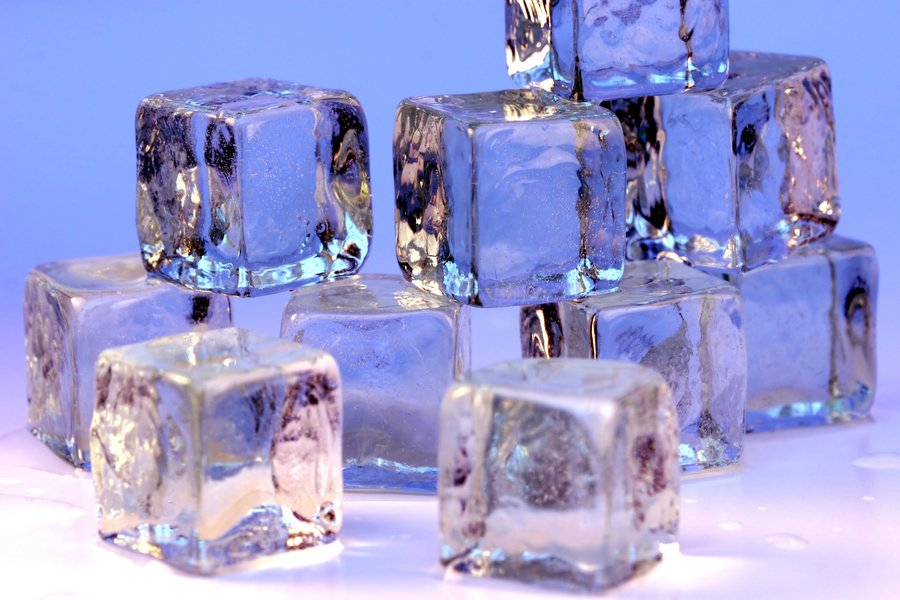
Cubs de plàstic similars a glaçons que serveixen per fer fotografies.

Els glaçons (gal·licisme) o terrossos de gel són trossos de gel amb la forma aproximada de cubs que convencionalment es fan servir en les begudes per tal de refredar-les. Sovint es prefereixen els glaçons respecte al gel triturat perquè es fonen més lentament. Posats en les begudes es diuen que estan "on the rocks."
Els glaçons es fan de manera domèstica omplint una safata amb compartiment amb aigua i posant-la al congelador. Alguns congeladors els produeixen de manera automàtica.
Els glaçons produïts comercialment de vegades són cilíndrics i a diferència dels fets a casa, són totalment clars sense el nucli nebulós que presenten els casolans. Aquest nucli nebulós és perquè l'aigua s'ha congelat ràpidament o quan l'aigua té, relativament, molts sòlids dissolts.

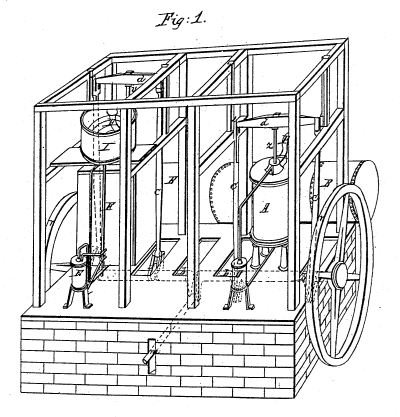
Màquina de fer gel de Gorrie

Es considera que el creador del glaçó va ser John Gorrie qui construí un refrigerador l'any 1844 amb el propòsit de refredar l'aire.